# 신월중학교 (경남)
신월중학교(新月中學校)는 대한민국 경상남도 창원시 성산구 신월동에 있는 공립 중학교이다.

## 학교 연혁
- 1990년 1월 30일 : 신월중학교 설립 인가
- 1990년 3월 1일 : 신월중학교 개교
- 2007년 5월 22일 : 강당(현 월드리더공감홀) 개관
- 2018년 3월 30일 : 신월우분투뮤지컬단 창단
- 2019년 4월 4일 : 교육부 예술드림거점학교 지정(3년)
- 2019년 6월 13일 : 나라사랑 맨발걷기 체험장 개장
- 2019년 10월 8일 : 미래창조도서관 달하 개관(경남제1호 미래형학교도서관)
- 2020년 3월 1일 : 도교육청, 미래교육선도학교 지정(3년)
- 2020년 3월 1일 : 자율학교 지정(영역 교육과정특성화)
- 2022년 3월 1일 : 제14대 하준봉 공모 교장 취임
- 2023년 1월 10일 : 제31회 졸업식(81명) 졸업생 누계 9,119명
- 2023년 3월 2일 : 제34회 입학식(73명)

## 참고 자료
- 신월중학교 - 한국교육학술정보원 학교알리미